# Xavier Rius Tejedor
Xavier Rius Tejedor (Barcelona, 1963), inicialment anomenat Xavier Tejedor Rius, és un periodista català, director del diari digital E-notícies fins al 2023. Ha estat redactor de La Vanguardia a Barcelona i Madrid, cap de secció del diari El Mundo i co-fundador d'E-notícies. Ha col·laborat a mitjans com Catalunya Ràdio, RAC1, COM Ràdio, Ràdio 4, Canal Català, Barcelona TV i Badalona TV.
Des de 1984 fins a 1995, treballà a les redaccions de La Vanguardia, tant a la de Barcelona com a la de Madrid, on només fou redactor. Amb el seu nom Xavier Tejedor Rius i escrivia principalment de temàtiques de politiques de defensa o interior. Però l'any 1991 decidí canviar l'ordre dels cognoms i signar exclusivament amb el cognom matern, com Xavier Rius, fet que provocà la confusió amb una altra persona, Xavier Rius Sant, que escrivia com a Xavier Rius, des de feia anys, a la premsa i autor de diversos llibres de les mateixes temàtiques. L'any 1995, abandonà el diari del comte de Godó i fitxà per El Mundo, on fou cap de secció de l'edició barcelonina del diari des de 1995 fins a 1999. L'any 2000, juntament amb Eloi Martín, decideix fundar el diari digital e-notícies, del qual n'ha estat director fins al 2023, quan el diari canvia de propietat i Xavier Rius passa a ser opinador del diari.

## Crítiques
El 2015, el Tribunal Suprem condemnà E-notícies a pagar 20.000 euros a Carles Quíez per intromissió il·legítima del dret a la intimitat.
A principis de l'any 2006, va sorgir E-brutícies, per atacar les informacions que publicava el diari. E-notícies ho denuncià i el portal fou retirat l'agost del mateix any.

## Obres
- Contra la Barcelona progre (2011)[10]